# إنزال طائرة RQ-170 الأمريكية في إيران
في 4 ديسمبر 2011، أعلن الجيش الإيراني إنزال طائرة طائرة آر كيو-170 الأمريكية، التي تجاوزت الحدود الإيرانية. وتقول طهران بانها اُنزلت باستخدام وسائل الحرب الالكترونية فيما أعلن البنتاغون بأنّ الطائرة تعطلت ثم تحطمت بعد إسقاطها. ولكن بعد عدة أيام ظهرت طائرة آر كيو-170 أمام وسائل الإعلام الإيرانية الرسمية، وهي كانت شبه سالمة.
وبعد سنتين اعلنت إيران بأن خبرائها استطاعوا صنع طائرة شبيه من ناحية التصميم بطائرة آر كيو-170 الأمريكية.

## طائرة آر كيو-170

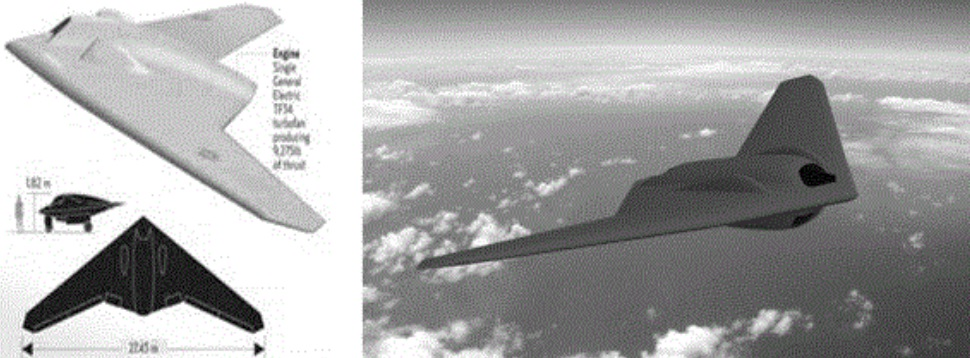
طائرة آر كيو-170 سنتينال

الآر كيو-170 سنتينال (بالإنجليزية:RQ-170 Sentinel)، هي طائرة عسكرية من دون طيار صنعتها شركة لوكيهيد مارتن الأمريكية، حيث استخدمت في تصنيعها، أحدث الابتكارات التكنولوجية. تستطيع هذه الطائرة على الطيران في ارتفاع يصل حتى 15000 متر عن سطح الأرض ، بحيث لم تستطع الرادارات على كشفها لهذا تعتبر من الطائرات الغير مرئية التي يتم توجيهها بالاقمار الصناعية.
وأمّا طولها يبلغ أربعة امتار ونصف المتر ولها أجنحة طويلة قد يصل طولها إلى ستة وعشرين مترا.
تتمتع هذه الطائرة بتقنيات وأجهزة اتصالات إلكترونية وأنظمة رادارية متطورة لغرض جمع المعلومات الالكترونية والتصويرية بدقة عالية جداً وثم ارسالها مباشرة إلى الطاقم الذي يقود الطائرة ويتحكم بها.
وكما ذكرت صحيفة نيويورك تايمز أنّ بإمكانها أيضا إستنشاق الهواء، والتعرف على المواد الكيميائية المشعة المنبثقة من أي مختبر نووي محتمل تحت الأرض.
ومن مميزات هذه الطائرة أنّها تفجر نفسها عندما تفقد القوى المشغلة للطائرة السيطرة عليها.
تستخدم الولايات المتحدة هذه الطائرة للاستطلاع والرصد والتجسس في منطقة الشرق الأوسط كما استخدمت هذا الطائرة للعمليات العسكرية والقصف الجوي في باكستان وأفغانستان.
وتم إستخدامها أيضا في الغارات الجوية التي نفذتها قوات أميركية في عملية القضاء على زعيم تنظيم القاعدة أسامة بن لادن.

## عملية الإسقاط
في 4 ديسمبر/كانون الأول 2011 أعلنت إيران عن سيطرتها على الطائرة التجسسية الأمريكية بدون طيار التي اخترقت اجواء شرق إيران وكانت في مهمة لجهاز الاستخبارات الاميركية. حيث تمكنت وحدات الحرب الالكترونية والدفاعات الجوية الإيرانية من رصدها وانزالها باستخدام نظام الكتروني الذي يعمل على تشويش نظام الطائرة، عندما كانت الطائرة فوق مدينة كاشمر في شرق إيران وعلى بعد 225 كيلومترا من الحدود مع أفغانستان.
ثم قام الخبراء العسكريون الإيرانيون بتفريغ المعلومات، التي كانت تختزنها الطائرة، وكشف أسرارها مدّعين بأنهم سوف يقومون بإستنساخ الطائرة لتجهيز قواتهم بها.
في 9 ديسمبر 2011، قدمت إيران شكوى رسمية إلى هيئة الأمم المتحدة بسبب اختراق الطائرة الأمريكية الأجواء الإيرانية معتبرة ذلك عدواناً صارخاً على سيادتها.

### الخسائر
حسب ما أعلنته الولايات المتحدة إنّ إحدى الطائرات الأمريكية سقطت وذلك لحدوث خللا فنيا فيها وتحطمت بعد سقوطها من ارتفاع شاهق.
ولكن إيران أعلنت بأنّ الطائرة قد هبطت هبوطا طبيعيا على الأراضي ولم تتعرض حين إسقاطها إلّا لأضرار طفيفة.
وبعد ما عرضت إيران الطائرة أمام وسائل الإعلام العالمية، كانت الطائرة شبه سليمة.

## ردود الفعل
الولايات المتحدة:
بعد إعلان إيران عن إسقاط طائرة تجسس أميركية سارعت الولايات المتحدة في تكذيب الخبر نافية عن فقدان أي طائرة من طائراتها. وحسب ما كشفته مصادر عسكرية أميركية أن الولايات المتحدة خططت لتنفيذ عملية عسكرية داخل الأراضي الإيرانية بهدف استعادة الطائرة أو قصفها وتدميرها كي لاتقع معلوماتها أو تقنيات الحديثة المستخدمة فيها بيد الإيرانيين، وذلك قبل أن يعثر الجيش الإيراني على مكان سقوطها. ولكن لنقص المعلومات وسرعة الجيش الإيراني للعثور على الطائرة لم تنفذ هذه العملية. ثم ان ذلك كان یعتبر بمثابة إعلان حرب وكان ينطوي على أخطار جسيمة.
ثم في تاريخ 6ديسمبر أعلن البنتاغون عن فقدان سيطرتها على إحدى الطائرات وانّها قد اُصيبت بعطل فني وتحطمت. وبعد عرض إيران للطائرة شكك خبراء الأمريكيون بأنها تكون هي الطائرة الأمريكية.
ولكن بعد يومين أيد خبير عسكري أمريكي بأن الصور الذي عرضتها إيران هي الطائرة الحقيقية الأمريكية الصنع.
وفي 12 ديسمبر طلب رئيس الحكومة الأمريكية باراك اوباما من إيران إعادة طائرة التجسس بدون طيار. ولكن رفضت إيران لإعادتها.
- روسيا و الصين: أعلنت مصادر عسكرية إيرانية بأن روسيا والصين قدموا طلب للسماح لخبرائهم بمعاينة الطائرة والاطلاع عليها.[16]

## صناعة إيران لطائرة آر كيو-170
بعد سنتين من إسقاط الطائرة عرضت وسائل الإعلام الإيرانية، صور من طائرة RQ-170 الإيرانية الصنع، التي قام بصنعها المهندسون الإيرانيون وهي شبيه من ناحية التصميم بطائرة آر كيو-170 الأمريكية.
وأكد مسؤول عسكري كبير في الحرس الثوري الإيراني العميد أمير على حاجى زادة أن طائرة RQ-170 الإيرانية نجحت مؤخرا في أوليات تجارب التحليق.